# Estanys Forcats
Les Estanys Forcats sont un ensemble de deux lacs situés dans la paroisse andorrane de La Massana à une altitude de 2 630 mètres.

## Toponymie
- Estany est un terme omniprésent dans la toponymie andorrane, désignant en catalan un « étang »[1]. Estany dérive du latin stagnum signifiant « étendue d'eau »[2].
- Forcats signifie « fourchus » en catalan[3],[4]. Les Estanys Forcats sont donc les  « étangs en forme de fourche ». Cette dénomination s'applique surtout à l'étang le plus bas situé dont la forme particulière est en lien avec la présence d'un verrou glaciaire[4].

## Géographie

### Hydrographie
Les deux lacs de 0,8 ha et 2 ha sont connectés l'un à l'autre et alimentent le Riu del Bancal Vedeller. Ce dernier appartient au bassin de la Valira del Nord, ses eaux rejoignant cette dernière par l'intermédiaire du riu del Pla de l'Estany, puis du riu Pollós et du riu d'Arinsal.
| \| Estanys Forcats \|                                                    |                 |
| L''Estanys Forcats sur la carte des bassins hydrographiques de l'Andorre | Valira del Nord |
| Estanys Forcats                                                          |                 |

### Topographie et géologie
Les estanys Forcats sont situés à l'extrême nord-ouest de la paroisse La Massana en Andorre. Situés à une altitude de 2 630 mètres, ils comptent parmi les plus hauts lacs de la principauté. Ils sont surplombés par deux des sept sommets andorrans dépassant les 2 900 m d'altitude : le pic de Médécourbe (2 913 m) et la Roca Entravessada (2 928 m). Les frontières franco-andorrane et hispano-andorrane se trouvent chacune à quelques centaines de mètres des lacs.
Les lacs sont situés sur la chaîne axiale primaire des Pyrénées formée de roches du Paléozoïque. Comme dans l'ensemble du nord-ouest de l'Andorre, la plupart des roches sont datées du Cambrien et de l'Ordovicien. Elles sont essentiellement de nature métamorphique avec le schiste au premier plan,.
| \| Estanys Forcats \|                                                  |                                             |
| Position de l'estany de Creussans sur la carte géologique de l'Andorre | Estanys Forcats depuis la Roca Entravessada |
| Estanys Forcats                                                        |                                             |

## Randonnée
Situés au sein du parc naturel des vallées du Coma Pedrosa dont ils constituent la plus grande étendue d'eau, les estanys Forcats sont accessibles depuis Arinsal par le GR-11 espagnol. Le refuge d'Estanys Forcats et le refuge del Pla de l'Estany se trouvent à proximité des lacs.

## Faune et flore
- Truite fario[11]